# Bandera de Molló
La bandera oficial de Molló té la següent descripció:
Bandera apaïsada, de proporcions dos d'alt per tres de llarg, verd clar, amb el molló blanc de l'escut, d'alçària 5/8 de la del drap i amplària 11/36 de la llargària del mateix drap, al centre.
Va ser aprovada el 17 de juny de 2013 i publicada al DOGC el 18 de juliol del mateix any amb el número 6420.